# Aeluropus lagopoides
Aeluropus lagopoides är en gräsart som först beskrevs av Carl von Linné, och fick sitt nu gällande namn av George Henry Kendrick Thwaites. Aeluropus lagopoides ingår i släktet Aeluropus och familjen gräs. Utöver nominatformen finns också underarten A. l. mesopotamicus.